# Aneurobracon annulipes
Aneurobracon annulipes är en stekelart som beskrevs av Van Achterberg 1990. Aneurobracon annulipes ingår i släktet Aneurobracon och familjen bracksteklar. Inga underarter finns listade i Catalogue of Life.